# 国際連合安全保障理事会決議185
国際連合安全保障理事会決議185（こくさいれんごうあんぜんほしょうりじかいけつぎ185、英語: United Nations Security Council Resolution 185、UNSCR185）は、1963年12月16日に国際連合安全保障理事会で全会一致で採択された決議である。ケニアの国連加盟申請を検討し、同国の加盟承認を総会に勧告した。